# Dědičná štola Svatá Barbora
Dědičná štola sv. Barbory v Jáchymově je štola, jejíž ražba byla započata v roce 1518 z dolu Svornost v hloubce 106 metrů od ústí těžní jámy. Odvodňovala různá důlní díla v hloubce 323 metrů. Ražena byla přímo v délce 3020 metrů (s překopy 8550 metrů). Koncem šestnáctého století to bylo největší důlní dílo Evropy s celkovou délkou 7668 metrů (s překopy 11,5 kilometru). Štola je průchozí, ale běžně nepřístupná.